# Antonio Lorusso (militare)
Antonio Lorusso (Andria, 1º gennaio 1906 – Taranto, 4 maggio 1938) è stato un militare italiano, Carabiniere insignito di medaglia d'oro al valor militare.
Nel 1938, in pieno Ventennio, furono conferite agli uomini dell'Arma tre Medaglie d'Oro al Valor Militare, purtroppo tutte "alla memoria", tutte conseguite in attività di contrasto alla criminalità. I Carabinieri Antonio Lorusso e Francesco Cali, rispettivamente di 32 e 23 anni, morirono a Taranto per affermare la supremazia della Legge, anche se avrebbero potuto esimersi dal mettere a repentaglio le proprie vite, cercando di impedire a più malfattori di consumare un furto in danno del locale Arsenale Militare. Antonio Lorusso nacque ad Andria (BA) il 1º gennaio 1906 da Giovanni e Rosa Lotito; arruolatosi nella Legione Allievi di Roma, conseguì la nomina a Carabiniere il 30 giugno 1926. Destinato nel febbraio successivo alla Legione di Bari, transitò nell'ottobre 1931 a quella di Catanzaro, per poi far rientro a quella di Bari nel marzo 1936. Assegnato alla Compagnia Carabinieri dell'Arsenale Militare Marittimo di Taranto, la sera del 4 maggio 1938, unitamente al più giovane parigrado Francesco Cali, si trovava sulla spiaggia di Contrada Pizzone, in servizio di appiattamento, con lo scopo di scongiurare il furto di un cavo sottomarino di piombo arrotolato attorno ad una bobina, del peso complessivo di tre quintali e del valore di lire 3.000 (al tempo, la maggior parte dei lavoratori italiani non raggiungeva lo stipendio mensile di 1.000 lire; è proprio del 1938 la famosa canzone di Innocenzi e Soprani Mille lire al mese), che si presumeva essere predisposta per il trafugamento. In effetti, nella tarda mattinata di quello stesso giorno, una pattuglia dei Carabinieri in servizio di perlustrazione aveva notato sulla spiaggia la bobina ricoperta da terra e pietre, evidentemente lì occultata da ignoti ladri per essere in seguito più comodamente trasferita via mare. Venne deciso di lasciare sul posto il cavo e, al fine di sorprendere i ladri, i Carabinieri Lorusso e Calì furono appunto comandati di servizio di appostamento. Il giorno precedente, infatti, due dipendenti del Regio Arsenale, tali Nisi, di anni 28, ed Avantaggiato, di anni 27 - entrambi pregiudicati , avevano trafugato la bobina dall'officina "Sommergibili" per trasferirla temporaneamente in località "Pizzone". Alle 20 circa del 4 maggio, il Nisi insieme ai complici Scarcia, di anni 31, e De Comite, di anni 38 - anch'essi pregiudicati -, a bordo di una barca di proprietà dello stesso Scarcia, approdarono nei pressi della bobina per impossessarsene definitivamente. Il quarto complice, l'Avantaggiato, era invece rimasto a terra, per non appesantire eccessivamente la barca, nella località in cui sarebbe attraccato il natante con la refurtiva. Mentre il Nisi già stava mettendo piede a terra, i due carabinieri, ad una decina di metri di distanza e con le pistole spianate, intimarono l'alt. A tale imposizione, però, i pregiudicati spinsero di nuovo la barca verso il largo: i Carabinieri Lorusso e Cali, dopo aver sparato alcuni colpi a scopo intimidatorio, si lanciarono all'inseguimento della barca e dei suoi occupanti, afferrandola ai bordi il primo sul lato destro della prua, il secondo sul lato sinistro della poppa. Occorre precisare che in quel punto l'andamento del fondo marino era particolare, in quanto già a 3 metri dalla riva precipitava rapidamente ad oltre 5 metri di profondità. Purtroppo i due militari, attaccati alla barca ed appesantiti dall'uniforme, completa anche di cappotto, persero subito l'appoggio sul fondo, ma nonostante la scomoda situazione continuarono ad ingiungere ai malfattori di ritornare a terra. I pregiudicati, evidentemente decisi ad occultare le proprie responsabilità, non esitarono a usare immediata violenza al Carabiniere Cali, staccandogli di forza, ad una ad una, le dita della mano con cui si sosteneva, facendolo precipitare nell'abisso, senza speranza di salvezza, perché impedito dall'equipaggiamento e poco esperto nel nuoto Il Carabiniere Lorusso, resosi conto del pericolo che correva il collega, al fine di soccorrerlo, non esitò ad aprire il fuoco con la sua pistola, abbattendo il De Comite. Frattanto lo Scarcia, a bordo della barca, resosi conto che anche il Carabiniere Lorusso tentava di salirvi, gli faceva violentemente mancare l'appoggio, provocandone la caduta in mare e l'inevitabile annegamento. I malfattori, quindi, fuggirono ed ormeggiarono la barca in località Canali; poco dopo, raggiunti anche dall'Avantaggiato, fecero rientro in città lasciando sul fondo della barca il cadavere del De Comite. Dall'esame autoptico di quest ultimo giunse l'ennesima conferma della perizia e del coraggio di Lorusso, nonché dell'efferatezza degli assassini: il De Comite fu attinto al gluteo destro e il proiettile attraversò tutto il suo corpo per fermarsi nel petto, a dimostrazione che quando il pregiudicato fu colpito era piegato in avanti, assieme al Nisi, per staccare le dita del Carabiniere Calì dalla barca. Le indagini immediatamente avviate, permisero in breve tempo - il 6 maggio successivo - identificazione dei quattro responsabili del duplice omicidio e l'arresto dei tre sopravvissuti; i tre complici, rei confessi, nonostante cercassero di contenere al minimo le rispettive responsabilità, purtuttavia consentirono un'attendibile ricostruzione del fatto, confermando che l'azione dei due Carabinieri fu permeata dalla più alta dedizione al dovere. Coscienti del pericolo che correvano, serenamente non esitarono a slanciarsi, vestiti com'erano, nell'acqua, in quel punto molto profonda, per assicurare i malviventi alla Giustizia, con il massimo spirito di abnegazione e di sacrificio. I corpi dei due Caduti furono recuperati da esperti palombari la mattina del giorno successivo: quello di Cali a sette metri dalla riva - segno che fu il primo ad essere precipitato in acqua - mentre quello di Lorusso a circa tre metri oltre; non lontano dai due corpi, furono anche recuperate le pistole d ordinanza. Il loro eroico comportamento e la prematura scomparsa destarono l'ammirazione e il vivissimo cordoglio delle Autorità locali e di tutta la cittadinanza che, in massa, si riversò nelle strade durante le solenni onoranze funebri tributate alle gloriose vittime del dovere. Ai due Carabinieri fu in breve tempo concessa la Medaglia d'Oro al Valor Militare "alla memoria". Al Carabiniere Antonio Lorusso è intitolata la Caserma sede del Comando Provinciale Carabinieri di Brindisi.